# Ношуль (сельское поселение)
Ношуль — административно-территориальная единица (административная территория село Ношуль с подчинённой ему территорией) и муниципальное образование (сельское поселение с полным официальным наименованием муниципальное образование сельского поселения «Ношуль») в составе Прилузского района Республики Коми Российской Федерации.
Административный центр — село Ношуль.

## История
Статус и границы административной территории установлены Законом Республики Коми от 6 марта 2006 года № 13-РЗ «Об административно-территориальном устройстве Республики Коми».
Статус и границы сельского поселения установлены Законом Республики Коми от 6 марта 2006 года № 13-РЗ «Об административно-территориальном устройстве Республики Коми».
Законом Республики Коми от 6 мая 2016 года № 41-РЗ были объединены муниципальные образования сельских поселений «Ваймес», «Верхолузье» и «Ношуль» во вновь образованное муниципальное образование сельское поселение «Ношуль».

## Население
| 2010  | 2011  | 2012  | 2013  | 2014  | 2015  | 2016  |
| ----- | ----- | ----- | ----- | ----- | ----- | ----- |
| 1881  | ↘1872 | ↘1808 | ↘1775 | ↘1746 | ↘1708 | ↘1647 |
| 2017  | 2018  | 2019  | 2020  | 2021  |       |       |
| ↗2114 | ↘2019 | ↘1939 | ↘1889 | ↗1937 |       |       |

## Состав
Состав административной территории и сельского поселения:
| №  | Населённый пункт | Тип населённого пункта       | Население |
| -- | ---------------- | ---------------------------- | --------- |
| 1  | Бедьвож          | посёлок                      | ↘45       |
| 2  | Ваймес           | посёлок                      | ↘252      |
| 3  | Велдоръя         | посёлок                      | ↘118      |
| 4  | Верхолузье       | село                         | 122       |
| 5  | Климовская       | деревня                      | 2         |
| 6  | Лихачевская      | деревня                      | 74        |
| 7  | Ловля            | деревня                      | 3         |
| 8  | Ношуль           | село, административный центр | ↘1045     |
| 9  | Оньмесь          | деревня                      | 126       |
| 10 | Орысь            | посёлок                      | 123       |
| 11 | Сидор-Чой        | деревня                      | 7         |
| 12 | Сэпсикт          | деревня                      | 8         |
| 13 | Чекша            | посёлок                      | 369       |
| 14 | Чернушка         | деревня                      | 1         |
| 15 | Яковлевская      | деревня                      | 176       |

### Упразднённые населённые пункты
В 2015 году упразднён посёлок Верхняя Седка.